# Anna Yevréinova
Anna Mijáilovna Yevréinova, también Johanna von Evreinov, sobre todo en lengua alemana, en ruso: А́нна Миха́йловна Евре́инова (1844-1919) fue una escritora, abogada y editora literaria feminista rusa. Estudió en la Universidad de Leipzig, convirtiéndose en la primera mujer rusa en conseguir un Juris Doctor, siendo también la primera mujer en conseguirlo en una universidad alemana.

## Biografía
Anna Yevréinova era hija del gerente del Palacio Peterhof, el teniente general Mijaíl Yevréinov. La familia trató de casarla en contra de su voluntad, lo que la llevó a intentar el suicidio. En esa época había recibido una carta de la matemática rusa Sofia Kovalévskaya, que le propuso inscribirse en una universidad alemana. Debido a que la familia se oponía a su desplazamiento, Yevréinova no pudo conseguir el pasaporte ruso y tuvo que cruzar la frontera de forma ilegal, atravesando pantanos con zapatos de lana. Consiguió su título de Juris Doctor el 21 de febrero de 1873. El título de su disertación fue «Las obligaciones de las naciones neutras hacia las naciones en guerra».
Tuvo correspondencia frecuente con escritores, entre ellos, con Antón Chéjov. En 1885, fundó la revista literaria Séverny Véstnik, de la que era redactora jefe y dueña durante los primeros cinco años. Su amante y compañera, María Fiódorova, también colaboraba en la edición de la revista.